# Cilla Black
Cilla Black, døbt Priscilla Maria Veronica White (født 27. maj 1943, død 1. august 2015), var en engelsk sanger og entertainer, der med opbakning fra The Beatles brød igennem i 1963 og opnåede en stribe pophits i løbet af især 1960'erne. Blandt hendes største hits var "Anyone Who Had a Heart" og "You're My World", der begge nåede førstepladsen på den britiske hitliste. Senere fik hun sit eget tv-show, inden hun helt helligede sig tv-mediet som vært i forskellige populære engelske tv-serier. Hun kunne i 2013 fejre 50 år i show business, hvilket ITV markerede med et show til ære for Black i oktober dette år.